# Moskva – třetí Řím

Pečeť Ivana III. s dvojhlavý orlem, který náležel Byzantské říši

Moskva – třetí Řím je myšlenka, že město Moskva se po pádu Říma (476) a pádu Konstantinopole (1453) stalo světovým centrem a ochráncem křesťanství, přesněji jeho „pravověrné“ neboli pravoslavné části (východní církev). Z této myšlenky se odvozoval nárok na titul ruského cara a význam moskevského patriarchy. Jde o příklad středověké myšlenky o přenášení vlády, tzv. translatio imperii.
Teorii konkrétněji formuloval ruský mnich Filofej Pskovský na počátku 16. století v poslání moskevskému knížeti Vasiliji III. Podle této teorie je základem historického procesu Boží prozřetelnost. „Starý Řím“ jako centrum křesťanského učení padl. „Nový Řím“ (Konstantinopol) jako pokračovatel křesťanských idejí padl pod náporem Turků. „Třetí Řím“, tj. Moskva, je pravým dědicem křesťanské věrouky a bude stát věčně.
| „ | Два Рима пали, а третий стоит, а четвёртому не быть. | Dva Římy padly, třetí stojí a čtvrtého již nebude. | “ |

Pád starého i nového Říma vysvětluje Filofej tím, že se oba zpronevěřily pravé víře, pravoslaví, a za to je stihl Boží trest. Světové dějiny tedy nabývají u Filofeje náboženského, mystického, providencionalistického zabarvení. Vznik teorie Moskvy jako třetího Říma nebyl náhodný. Časem tato teorie splynula jednak s tureckým obsazením Konstantinopole, což znamenal konec Byzantské říše, jednak s definitivní porážkou mongolsko-tatarských dobyvatelů a s upevněním Ruska jako velké světové velmoci.